# Play the Game Tonight
«Play the Game Tonight» (en español: «Juega el juego esta noche») es una canción de la banda estadounidense de rock progresivo Kansas y se encuentra en el álbum de estudio Vinyl Confessions,  lanzado por Kirshner Records en 1982.  Fue compuesta por Kerry Livgren, Rich Williams, Phil Ehart, Danny Flower y Rob Frazier.
Esta canción fue publicada como el primer sencillo de Vinyl Confessions en 1982. «Play the Game Tonight» contiene como segundo tema «Play On» («Juega» en español), escrito por John Elefante y Kerry Livgren.
En el mismo año de su lanzamiento como sencillo, «Play the Game Tonight» alcanzó el 4.º lugar del Mainstream Rock Tracks de Billboard,  así como la posición 17.º del Billboard Hot 100, ambos de EE. UU. Mientras tanto en Canadá, esta melodía se ubicó en el 35.º puesto de los 50 sencillos más populares de la revista RPM Magazine el 10 de julio de 1982.

## Recepción de la crítica
El crítico de Allmusic William Ruhlmann, mencionó en su reseña que «con el cantante y teclista John Elefante, reemplazo de Steve Walsh, Kansas demostró que continuarían cosechando éxitos y uno de ellos sería precisamente «Play the Game Tonight», canción principal de Vinyl Confessions».

## Lista de canciones

### Cara A
| side one |                         |                                                                         |               |          |  |
| N.º      | Título                  | Escritor(es)                                                            | Voz principal | Duración |  |
| 1.       | «Play the Game Tonight» | Kerry Livgren / Rich Williams / Phil Ehart / Danny Flower / Rob Frazier | John Elefante | 3:26     |  |

### Cara B
| side one |           |                               |               |          |  |
| N.º      | Título    | Escritor(es)                  | Voz principal | Duración |  |
| 2.       | «Play On» | John Elefante / Kerry Livgren | John Elefante | 3:35     |  |

## Créditos

### Kansas
- John Elefante — voz principal y teclados
- Kerry Livgren — guitarra, piano y teclados
- Robby Steinhardt — voz secundaria y violín
- Rich Williams — guitarra
- Dave Hope — bajo
- Phil Ehart — batería

### Músicos adicionales
- Roger Taylor — coros (en la canción «Play the Game Tonight»)
- Warren Ham — armónica

## Listas
| Año  | País           | Lista             | Posición máxima |
| ---- | -------------- | ----------------- | --------------- |
| 1982 | Canadá         | RPM Magazine      | 35.º            |
| 1982 | Estados Unidos | Billboard Hot 100 | 17.º            |
| 1982 | Estados Unidos | Mainstream Rock   | 4.º             |